# Humedal Moncul
El humedal Monkul o Moncul se ubica en el sector costero de la Provincia de Cautín, a una distancia aproximada de 74 km al oeste de la ciudad de Temuco, en la comuna de Carahue. Esta zona forma parte de lo que se conoce como la cuenca del río Imperial, limitando al norte y al este con la cordillera de Nahuelbuta, al sur con el río Imperial y al oeste con el Océano Pacífico. 

## Descripción
El sistema natural de Moncul está formado por la microcuenca del río Moncul y por la laguna de Trovolhue. Esta microcuenca tiene una extensión de 48.800 ha aproximadamente y se origina a partir de una serie de riachuelos que drenan desde cerros de la cordillera de Nahuelbuta, principalmente desde el norte y el este hasta su lecho, el cual tributa en el río Imperial. En este sector, producto del hundimiento de la cordillera por efectos del terremoto y posterior maremoto de 1960 se forma una extensa planicie litoral, que dada su profundidad unos 10 km. antes de desembocar en el río Imperial, forma la laguna de Trovolhue de aproximadamente 280 ha.

## Clima
Según la clasificación de Koeppen el clima predominante en la región corresponde al clima templado lluvioso (Cfb). correspondería específicamente a un clima de costa occidental con influencia mediterránea. Dada su cercanía al mar este clima presenta características costeras de alta humedad relativa y precipitaciones entre los 1000 – 1500 mm anuales, siendo las áreas con mayor precipitación las zonas altas de la cordillera de la Costa.

## Flora
El humedal es un sistema de estuario que alberga alrededor de 171 especies de plantas, incluidas especies endémicas y vulnerables, como el podocarpo de hoja de sauce.
La composición florística está constituida en mayor porcentaje por especies nativas (87,7 %) y en un menor porcentaje por especies exóticas (12,3 %). La estructura vertical ubica en el dosel dominante y codominante a Nothofagus obliqua (Roble) con árboles que alcanzan 31 m de altura y 18 m respectivamente. El dosel intermedio se compone por árboles de menor diámetro con una altura media de 6 m distribuidos en forma agrupada en claros generados por la extracción de árboles de mayor diámetro. 
| Especie   | Nombre científico        | Estado de conservación |
| --------- | ------------------------ | ---------------------- |
| Chupalla  | Fascicularia bicolor     | Vulnerable             |
| Chupon    | Greigia sphacelata       | Vulnerable             |
| Olivillo  | Aextoxicom punctatum     | En Peligro             |
| Pil-pil   | Campsidium valdivianum   | En Peligro             |
| Huella    | Corynabutilon vitifolium | En Peligro             |
| Canelo    | Drimys winteri           | En Peligro             |
| Laurel    | Laurelia sempervirens    | En Peligro             |
| Romerillo | Lomatia ferruginea       | En Peligro             |
| Pitra     | Myrceugenia exsucca      | En Peligro             |
| Hualle    | Nothofagus obliqua       | Bajo                   |
| Lingue    | Persea lingue            | Vulnerable             |
| Boldo     | Peumus boldus            | Vulnerable             |
| Arrayán   | Luma apiculata           | Bajo                   |
| Pitao     | Pitavia punctata         | Crítico                |

## Turismo y conservación
El humedal Moncul forma parte del circuito turístico «Ruta Fluvial: Carahue Navegable» y es administrado por la Comunidad Mapuche Mateo Nahuelpan, integrada por 20 familias mapuche de la identidad territorial lafkenche, donde las mujeres han tenido un rol fundamental en promover su conservación. En 2020, un total de 1.380 hectáreas del humedal fueron declaradas como sitio Ramsar, siendo el humedal Monkul el primero de la Región de La Araucanía.